# Förebudet
Förebudet är en kortfilm som producerades 1987 på uppdrag av Försvarsmakten.

## Bakgrund
Förebudet är en informationsfilm om säkerhetstjänst, där Försvarsmakten informerade och gav exempel på främmande makt planerade sabotage- och kuppförberedelser i Sverige under kalla kriget. Bland annat intervjuas Håkan Swedin vid arméstaben om främmande sabotageförbands verksamhet, bland annat om en avklippt telekabel upptäcktes den 8 juni 1986. Något som indikerade på främmande undervattensverksamhet.